# PocketUAE
PocketUAE – Wersja popularnego emulatora UAE przeznaczona dla urządzeń PocketPC działających pod systemem Windows Mobile. Najnowsza wersja jest datowana na 21.01.2006.